# Xã Brookfield, Quận Renville, Minnesota
Xã Brookfield (tiếng Anh: Brookfield Township) là một xã thuộc quận Renville, tiểu bang Minnesota, Hoa Kỳ. Năm 2010, dân số của xã này là 156 người.